# نرث‌گیت (سیاتل)
نرث‌گیت (به انگلیسی: Northgate) یک منطقهٔ مسکونی در ایالات متحده آمریکا است که در سیاتل واقع شده‌است.